# Adam Warren
Pour le joueur de baseball, voir Adam Warren (baseball).
Adam Warren (né en 1967 à New Hampshire, États-Unis) est un scénariste et dessinateur américain de comics.

## Biographie
Il est surtout connu pour être l'un des premiers dessinateurs de comics à intégrer à son dessin le style manga, notamment dans son adaptation comics de la série japonaise Dirty Pair et ses Hors-séries de Gen 13.
Il a également traduit des mangas comme Seraphic Feather, Super Manga Blast!,
Cannon God Exaxxion pour Dark Horse Comics, et réalisé des couvertures, notamment pour des adaptations mangas des romans Star Wars.
Il a aussi travaillé comme scénariste et character designer pour la série Marvel Comics Livewires.
Ses derniers projets sont Empowered et Galacta : Daughter of Galactus.

## Publications

### Œuvres Majeures
| Titre                                               | Rôle                      | Éditeur US        | Année | Éditeur France     | Année |
| --------------------------------------------------- | ------------------------- | ----------------- | ----- | ------------------ | ----- |
| The Dirty Pair : Biohazards                         | Dessinateur et Scénariste | Eclipse Comics    | 1988  | -                  | -     |
| The Dirty Pair II : Dangerous Acquaintances         | Dessinateur et Scénariste | Eclipse Comics    | 1989  | -                  | -     |
| The Dirty Pair III : A Plague of Angels             | Dessinateur et Scénariste | Eclipse Comics    | 1990  | Glénat - Kameha    | -     |
| The Terminator : Hunters et Killers                 | Scénariste                | Dark Horse Comics | 1992  | -                  | -     |
| The Dirty Pair : Sim Hell                           | Dessinateur et Scénariste | Dark Horse Comics | 1993  | -                  | -     |
| Bubblegum Crisis : Grand Mal                        | Dessinateur et Scénariste | Dark Horse Comics | 1994  | Dark Horse France  | 1994  |
| The Dirty Pair : Fatal But Not Serious              | Dessinateur et Scénariste | Dark Horse Comics | 1995  | Semic - Dark Horse | 2000  |
| Gen 13 : Bootleg (#8-#10, Grunge : The Movie story) | Dessinateur et Scénariste | WildStorm         | 1996  | Semic - Image      | 1998  |
| Titans : Scissors, Paper, Stone                     | Dessinateur et Scénariste | DC Comics         | 1997  | -                  | -     |
| C.H.I.X. (One shot, Sistah Ninja)                   | Dessinateur et Scénariste | Image Comics      | 1998  | -                  | -     |
| Gen 13 : Magical Drama Queen Roxy                   | Dessinateur et Scénariste | WildStorm         | 1998  | Semic - WildStorm  | 1999  |
| The Dirty Pair : Start the Violence                 | Dessinateur et Scénariste | Dark Horse Comics | 1999  | -                  | -     |
| Gen 13 (vol. 2 #60-#77)                             | Dessinateur et Scénariste | WildStorm         | 1999  | Semic              | 1999  |
| The Dirty Pair : Run from the Future                | Dessinateur et Scénariste | Dark Horse Comics | 2000  | -                  | -     |
| Marvel Mangaverse : Fantastic Four                  | Scénariste                | Marvel Comics     | 2002  | -                  | -     |
| Livewires #1-6                                      | Scénariste et couvertures | Marvel Comics     | 2005  | -                  | -     |
| Iron Man : Hypervelocity #1-6                       | Scénariste et couvertures | Marvel Comics     | 2007  | Panini Comics      | 2014  |
| Empowered Vol. 1                                    | Dessinateur et Scénariste | Dark Horse Comics | 2007  | Milady - Graphics  | 2009  |
| Empowered Vol. 2                                    | Dessinateur et Scénariste | Dark Horse Comics | 2007  | Milady - Graphics  | 2010  |
| Empowered Vol. 3                                    | Dessinateur et Scénariste | Dark Horse Comics | 2008  | Milady - Graphics  | 2010  |
| Empowered Vol. 4                                    | Dessinateur et Scénariste | Dark Horse Comics | 2008  | Milady - Graphics  | 2011  |
| Empowered Vol. 5                                    | Dessinateur et Scénariste | Dark Horse Comics | 2009  | -                  | -     |
| Hulk : Broken Worlds #2                             | Scénariste                | Marvel Comics     | 2009  | -                  | -     |
| Galacta : Daughter of Galactus (One shot)           | Scénariste                | Marvel Comics     | 2010  | -                  | -     |
| Empowered Vol. 6                                    | Dessinateur et Scénariste | Dark Horse Comics | 2010  | -                  | -     |
| Empowered Vol. 7                                    | Dessinateur et Scénariste | Dark Horse Comics | 2012  | -                  | -     |
| Empowered Vol. 8                                    | Dessinateur et Scénariste | Dark Horse Comics | 2013  | -                  | -     |
| Empowered Vol. 9                                    | Dessinateur et Scénariste | Dark Horse Comics | 2015  | -                  | -     |
| Empowered Vol. 10                                   | Dessinateur et Scénariste | Dark Horse Comics | 2017  | -                  | -     |
| Empowered Vol. 11                                   | Dessinateur et Scénariste | Dark Horse Comics | 2019  | -                  | -     |

### Œuvres Mineures
| Titre                                                         | Rôle                        | Éditeur US           | Année     | Éditeur France | Année |
| ------------------------------------------------------------- | --------------------------- | -------------------- | --------- | -------------- | ----- |
| San Diego Comic-Con Comics, #3                                | Dessinateur et Scénariste   | Dark Horse Comics    | 1994      | -              | -     |
| Barb Wire                                                     | Couverture                  | Dark Horse Comics    | 1996      | -              | -     |
| Wildstorm Swimsuit '97                                        | Pin-up                      | Wildstorm            | 1997      | -              | -     |
| Kabuki : Images                                               | Pin-up                      | Image Comics         | 1998      | -              |       |
| Star Wars: The New Hope Manga                                 | Couvertures                 | Dark Horse Comics    | 1998      | -              | -     |
| Battle Chasers, #6                                            | Couverture et mini-série    | WildStorm            | 1998      | -              | -     |
| Star Wars: The Empire Strickes Back Manga                     | Couverture                  | Dark Horse Comics    | 1999      | -              | -     |
| Star Wars: Return of the Jedi Manga                           | Couverture                  | Dark Horse Comics    | 1999      | -              | -     |
| Mangaphile, #1                                                | Couverture                  | Radio Comix          | 1999      | -              | -     |
| Cannon God Exaxxion                                           | Traducteur                  | Dark Horse Comics    | 2001-2006 | -              | -     |
| The Dirty Pair : A Big 'Merci Beaucoup' (One shot)            | Dessinateur et Scénariste   | Dark Horse Comics    | 2001      | -              | -     |
| The Art of Comic-Book Inking vol. 2                           | Dessinateur et Scénariste   | Dark Horse Comics    | 2002      | -              | -     |
| How to Draw Manga Supersized Vol. 1                           | Contributeur                | Antarctic Press      | 2003      | -              | -     |
| X-Men Unlimited Vol. 1, No. 47 (Bloody 'Ell Story)            | Dessinateur et Scénariste   | Marvel Comics        | 2003      | -              | -     |
| Finder Vol. 6: Mystery Date                                   | Pin-up                      | Lightspeed Press     | 2004      | -              | -     |
| Seraphic Feather vol. #1-#6                                   | Traducteur                  | Dark Horse Comics    | 2001-2006 | -              | -     |
| PSM                                                           | Planche de 4e de Couverture | Playstation Magazine | 2007      | -              | -     |
| Marvel Assistant - Sized Spectacular (Galacta story)          | Scénariste                  | Marvel Comics        | 2009      | -              | -     |
| Empowered Special : The Wench With a Million Sighs (One shot) | Dessinateur et Scénariste   | Dark Horse Comics    | 2009      | -              | -     |
| Iron Man: Titanium #1                                         | Scénariste                  | Marvel Comics        | 2010      | Panini Comics  | 2015  |
| The Guild: Tink (one-shot)                                    | Dessinateur                 | Dark Horse Comics    | 2011      | -              | -     |
| Empowered Special #2: Ten Questions for the Maidman           | Dessinateur et Scénariste   | Dark Horse Comics    | 2011      | -              | -     |
| Empowered Special #3: Hell Bent or Heaven Sent                | Dessinateur et Scénariste   | Dark Horse Comics    | 2012      | -              | -     |
| Empowered Special #4: Animal Style                            | Dessinateur et Scénariste   | Dark Horse Comics    | 2013      | -              | -     |
| Empowered Special #5: Nine Beers with Ninjette                | Dessinateur et Scénariste   | Dark Horse Comics    | 2013      | -              | -     |
| Pathfinder: Goblins! #1 : The One-eyes Goblin is King         | Scénariste                  | Dynamite             | 2014      | -              | -     |
| Deadpool Annual (2016)                                        | Scénariste                  | Marvel Comics        | 2016      | Panini Comics  | 2017  |
| Empowered & Sistah Spooky's High School Hell #1-6             | Scénariste                  | Dark Horse Comics    | 2017-2018 | -              | -     |
| Empowered and the Soldier of Love                             | Dessinateur et Scénariste   | Dark Horse Comics    | 2018      | -              | -     |